# Крістофер Хеєрдал
Крістофер Хеєрдал (англ. Christopher Heyerdahl; нар. 18 вересня 1963) — канадський актор, найвідоміший за зображення «Шведа» у «Пеклі на колесах».

## Раннє життя та родина
Хеєрдал народився у Британській Колумбії, Канада, та має норвезьке й шотландське походження. Його батько емігрував із Норвегії до Канади в 1950-х. Тур Хеєрдал був двоюрідним братом його батька. Хеєрдал також розмовляє норвезькою та навчався в університеті Осло.

## Кар'єра
Хеєрдал у першу чергу відомий своєю повторюваною роллю загадкового «Шведа» в «Пеклі на колесах» AMC. Ця драма, що відбувається після громадянської війни в США, дебютувала як другий за рейтингом оригінальний серіал в історії AMC. Він також відомий своїми ролями Леоніда в епізоді «Чи боїшся ти темряви?» «Тринадцятий поверх» (англ. the Thirteenth Floor) та Носферату в епізоді «Опівнічне божевілля» (англ. Midnight Madness)). Він грав персонажів Халлінга та рейфського командира Тодда у «Зоряній брамі: Атлантида», а також Паллана в епізоді «Зоряної брами: SG-1» «Перевірка». Він грав Г. Ф. Лавкрафта у фільмі «Поза розумом: Історії Г. Ф. Лавкрафта» (1998) та панка, новачка в наркоторгівлі, у «Заповіті примари» (2009).
Він грав частину демона Аластайра у трьох епізодах «Надприродного». Він також грав частину Зор-Ела в телесеріалі «Таємниці Смолвіля», а також Джона Друітта і Біґфута у серіалі «Сховище». Він грав частину Дітера Брауна у «Реальній крові» протягом п'ятого сезону шоу.
Його найпомітніша роль у кіно була у художньому фільмі «Молодий місяць», адаптації другої книги Стефані Маєр у її Сутінковій сазі. У цьому фільмі він грав вампіра Маркуса, котрий є частиною могутньої італійської родини, званої Волтері. Він повторив цю роль в обох частинах «Світанку», двочастинної адаптації четвертої книги у Сутінковій сазі.
2015 року Хеєрдал провів урочисту церемонію кінопремії Лев.

## Фільмографія
| Рік       | Фільм / Телебачення                       | Роль                                   | Інші нотатки |            |
| --------- | ----------------------------------------- | -------------------------------------- | --- | ---------- |
| 1987      | Джамп-стріт, 21                           | Джейк                                  | 1 епізод |            |
| 1993      | Чи боїшся ти темряви?                     | Леонід                                 | 2 епізоди |            |
| 1994      | Горець 3: Останній вимір                  | Кінський хвіст                         | |            |
| 1994      | Дочка махараджі                           | Волт                                   | телевізійний мінісеріал |            |
| 1994      | Воїн                                      | Майло                                  | |            |
| 1996      | Coyote Run                                | Джадд Лаш                              | як Кріс Хеєрдал |            |
| 1996      | Під прицілом                              | О'Хара                                 | |            |
| 1996      | Rowing Through                            | Пол Енквіст                            | ТБ |            |
| 1996      | Вигини терору                             | Деріен                                 | ТБ |            |
| 1997      | Освіта малого дерева                      | Пайн Біллі                             | |            |
| 1997      | Голод                                     | Артур                                  | 1 епізод |            |
| 1997      | Миротворець                               | Хеттінгер                              | |            |
| 1997      | Скорбота                                  | Френкі Лекой                           | як Кріс Хеєрдал |            |
| 1997      | Гемоглобін                                | оповідач                               | |            |
| 1997      | Habitat                                   | Ерік Торнтон                           | як Кріс Хеєрдал |            |
| 1997      | Поклик предків                            | гравець № 2                            | |            |
| 1998      | Привиди минулого Діккенса                 | Чарлз Діккенс                          | |            |
| 1998      | Поза розумом: Історії Г. Ф. Лавкрафта     | Говард Ф. Лавкрафт                     | ТБ |            |
| 1998      | Лессі                                     | Альфред Краус                          | 1 епізод |            |
| 1999      | Babel                                     | префікторій                            | як Кріс Хеєрдал |            |
| 1999      | Реквієм за вбивство                       | детектив Лу Гайнц                      | |            |
| 1999      | Fish Out of Water                         | Боббі Фіш                              | |            |
| 1999      | 2 frères                                  | Боббі Віейра                           | |            |
| 2000      | Її звали Нікіта                           | Колін Старнс                           | 1 епізод |            |
| 2000      | Таємні пригоди Жуля Верна                 | Д'Артаньян                             | 2 епізоди |            |
| 2000      | Нюрнберг                                  | Ернст Кальтенбруннер                   | ТБ |            |
| 2000      | Believe                                   | Тад Стайлс                             | |            |
| 2000      | Press Run                                 | Міккі Коллінз                          | |            |
| 2000      | Nowhere in Sight                          | Льюїс Гіллс                            | |            |
| 2001      | La Loi du cochon                          | Йодоровскі (наркоман)                  | |            |
| 2001      | Варіанова війна                           | Маріус Франкен                         | ТБ |            |
| 2002      | Джон Доу                                  | доктор Хіллман                         | 2 епізоди, 2002—2003 |            |
| 2002      | Just Cause                                | доктор Толкієн                         | 1 епізод |            |
| 2002      | Matthew Blackheart: Monster Smasher       | доктор Джейкоб Мортас                  | ТБ |            |
| 2002      | Aftermath                                 | Еван Гарпер                            | |            |
| 2002      | Індія: Королівство тигра                  | Джим Корбетт                           | |            |
| 2002      | Наполеон                                  | Етьєн Жоффруа Сент-Ілер                | |            |
| 2003      | Єремія                                    | Пол Віл                                | 1 епізод |            |
| 2003      | Les Aventures tumultueuses de Jack Carter | Ленні                                  | 2 епізоди |            |
| 2003      | Зоряна брама: SG-1                        | Паллан                                 | 1 епізод |            |
| 2003      | Андромеда                                 | Гайтон                                 | 1 епізод |            |
| 2004      | Блейд: Трійця                             | Колдер                                 | |            |
| 2004      | Життя як ми його знали                    | містер Мітчелл                         | 1 епізод |            |
| 2004      | Жінка-кішка                               | рокер                                  | |            |
| 2004      | Королівський госпіталь                    | преподобний Джиммі Крісс               | 3 епізоди |            |
| 2004      | Хроніки Ріддіка                           | Геліон Політіко                        | |            |
| 2004      | Останній тунель (фр. Le Dernier tunnel)   | Смайлі                                 | |            |
| 2005      | Каматакі                                  | Скотт                                  | |            |
| 2005      | На Захід                                  | Джеймс «Джим» Еббетс                   | 1 епізод |            |
| 2005      | Le Survenant                              | Майк І'Ірландайс                       | a.k.a. the Outlander |            |
| 2006      | Le 7e round                               | Артур Кеннеді                          | телевізійний мінісеріал |            |
| 2006      | Волинщик                                  | Джастін Талберт                        | 1 епізод |            |
| 2006      | Ясновидець                                | Лонг Хейр                              | 1 епізод |            |
| 2006      | Мертва зона                               | Зед                                    | 1 епізод |            |
| 2006      | Врятовані                                 | Джон Баптист                           | 1 епізод |            |
| 2006      | Збирач                                    | Ян ван дер Хейден                      | 1 епізод перемога — кінопремія Лев за найкраще чоловіче гостьове виконання у драматичному серіалі |            |
| 2006      | Зоряна брама: Атлантида                   | рейф, пізніше названий Тоддом          | 1 епізод |            |
| 2007      | Таємниці Смолвіля                         | Зор-Ел                                 | 2 епізоди |            |
| 2007      | Les Sœurs Elliot                          | Алсідез Барлінг                        | 1 епізод |            |
| 2007      | Невидимий                                 | доктор Воланд                          | |            |
| 2007      | Майстри жаху                              | Руфус Грісволд                         | 1 епізод |            |
| 2007      | Убивча хвиля                              | Стенлі Шифф                            | телевізійний мінісеріал |            |
| 2007      | Зоряна брама: Атлантида                   | Тодд                                   | 1 епізод |            |
| 2008      | Сховище                                   | Джон Друітт і Біґфут                   | 10 епізодів; 2007—2009 перемога — кінопремія Лев за найкраще чоловіче виконання підтримки у драматичному серіалі |            |
| 2008      | Зоряна брама: Атлантида                   | Тодд і Халлінг                         | 9 і 6 епізодів відповідно |            |
| 2009      | Молодий місяць                            | Маркус Волтері                         | |            |
| 2009      | Сховище                                   | Джон Друітт і Біґфут                   | |            |
| 2009      | Надприродне                               | Аластайр                               | 3 епізоди |            |
| 2009      | Заповіт примари                           | Паоло                                  | |            |
| 2010      | Каприка                                   | Кевін Рейкл                            | |            |
| 2011-2016 | Пекло на колесах                          | містер Швед                            | 39 епізоди перемога — Монреальська нагорода ACTRA за визначне чоловіче виконання (2013) номінація — Leo Award за найкраще чоловіче виконання підтримки у драматичному серіалі (2015) номінація — Золотий клен як новачок року в телесеріалі США (2016) номінація — Золотий клен як найкращий актор телесеріалу США (2016) номінація — Leo Award за найкраще провідне чоловіче виконання у драматичному серіалі (2017) |            |
| 2011      | Година переслідування Р. Л. Стіна: Серіал | Страх (але в титрах як «Збирач»)       | 1 епізод перемога — кінопремія Лев за найкраще виконання в молодіжній або дитячій програмі чи серіалі |            |
| 2011      | The Twilight Saga: Breaking Dawn — Part 1 | Маркус Волтері                         | |            |
| 2012      | Реальна кров                              | Дітер Браун                            | повторювана |            |
| 2012      | The Twilight Saga: Breaking Dawn — Part 2 | Маркус Волтері                         | |            |
| 2013      | Вегас                                     | Келвін                                 | 1 епізод |            |
| 2013      | Коли падають небеса                       | Дуейн Пікетт                           | 1 епізод |            |
| 2013      | Касл                                      | Генрі                                  | 1 епізод |            |
| 2013      | CSI: Місце злочину                        | Марк Рателл                            | 1 епізод |            |
| 2013      | Нікіта                                    | Метью Коллінз                          | 1 епізод |            |
| 2013      | Три дні в Гавані                          | Андерс                                 | |            |
| 2014      | Поклик                                    | Саймон                                 | |            |
| 2014      | Красуня і чудовисько                      | доктор Ніколас Маркус                  | 1 епізод |            |
| 2014      | Раш                                       | Мартін Аріссон                         | 1 епізод |            |
| 2015      | Готем                                     | Джек Бучинскі / Електрошокер           | повторювана |            |
| 2015      | Розкопки                                  | Олаф                                   | пілотний епізод |            |
| 2015      | Особлива думка                            | доктор Лайонел Грей                    | повторювана |            |
| 2015      | Стріла                                    | помічник Дем'яна Дарка                 | 1 епізод |            |
| 2015      | Едвард                                    | Пеппер                                 | перемога — кінопремія Лев за найкраще чоловіче виконання підтримки |            |
| 2016      | Медовий клей                              | Денніс                                 | |            |
| 2016      | 12 мавп                                   | Хранитель                              | 1 епізод «Гієна» |            |
| 2016-2017 | Ван Хелсінг                               | Сем                                    | повторюваний персонаж номінація — Leo Award за найкраще провідне чоловіче виконання у драматичному серіалі (2017) |            |
| 2017—2018 | Прокляття                                 | Дон Берріман                           | головна роль |            |
| 2017      | Скорпіон                                  | Гекіанський президент Корсовіч         | «Скелястий блок», 10 квітня |            |
| 2017      | Міднайт, Техас                            | Хайтавер, батько Манфредової нареченої | 1 епізод, «Розкопаний», 21 серпня |            |
| 2017      | Чужоземка                                 | Дункан Керр                            | 1 епізод, «Всі борги сплачені» |            |
| 2017      | Wolfenstein II: The New Colossus          | Хортон Бун                             | відеогра |            |
| 2017      | Сталева зоря                              | Луїс Гагнон                            | повторювана |            |
| 2017      | Бібліотекарі                              | Григорій Распутін                      | «And the Graves of Time», 27 грудня |            |
| 2018      | Far Cry 5                                 | шериф Вайтхорс                         | відеогра |            |
| 2018      | Стокгольмський синдром                    | Stockholm                              | Маттссон |            |
| 2020      | Люди Землі (Дискавері)                    | Вен                                    | |            |
| 2020      | 2022                                      | Миротворець                            | Капітан Локк | телесеріал |